# Polegar (gesto)

Mateusz Morawiecki, ex-primeiro-ministro da Polónia, mostrando o polegar para cima

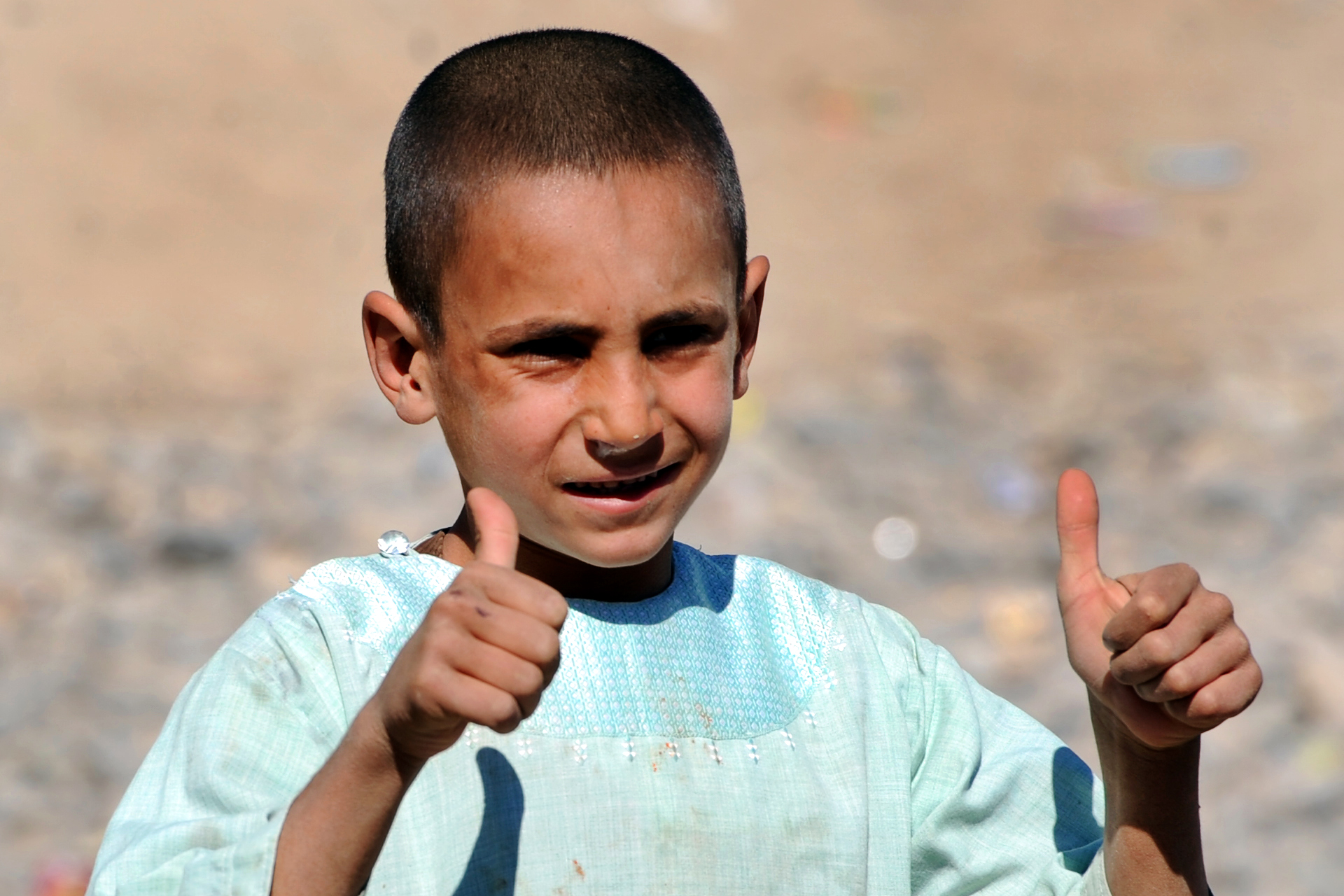
Um menino afegão dando um duplo polegar para cima: um gesto obsceno em seu país.

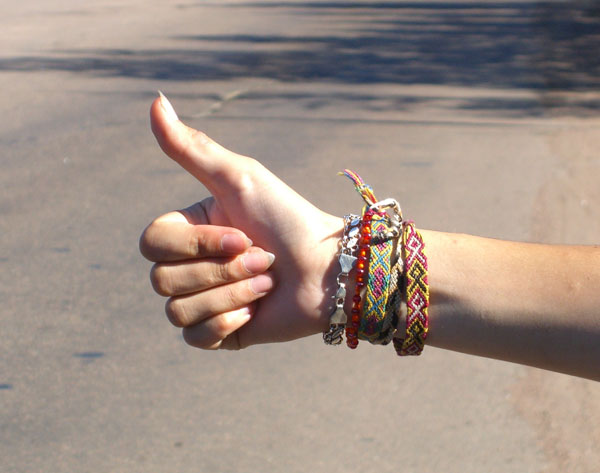
Gesto típico para pedir carona.

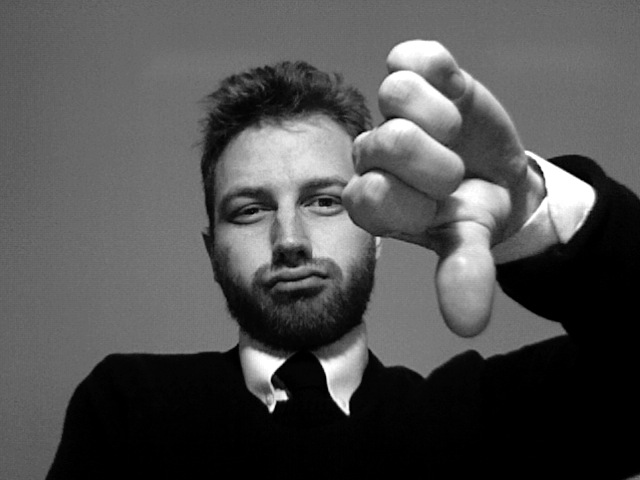
Homem dando o polegar para baixo: sinal de reprovação ou (precisa melhorar)

Um polegar para cima ou um polegar para baixo é um gesto comum feito por um punho fechado mantido com o polegar estendido para cima ou para baixo como forma de aprovação ou desaprovação, respectivamente.
Segundo Luís da Câmara Cascudo, os brasileiros adotaram o gesto do positivo ao observar os pilotos americanos baseados no norte do Brasil durante a Segunda Guerra Mundial.

## Uso internacional
O sinal com polegares para cima tem uma conotação geralmente positiva em países de língua inglesa. No entanto, seu significado percebido varia significativamente de uma cultura para outra. 
No Afeganistão, Irã e partes da Itália e da Grécia, o gesto é considerado um insulto obsceno equivalente ao que o dedo médio significa na maior parte da Europa, especialmente quando combinado com um movimento dos braços. Nesses locais, significa  mais ou menos "sente-se no meu falo" e carrega a mesma estigmatização que o dedo do meio. O sinal tem um significado pejorativo semelhante em algumas partes da África Ocidental, Rússia, Austrália e Sardenha.  
Na internet - mais particularmente na rede social, Facebook - o gesto de polegares para cima é mostrado como um ícone e está associado com o termo "curtir", que nesse contexto significa seguir ou inscrever-se na página, nos posts ou no perfil de outro indivíduo ou empresa.
No Ocidente, os caronas tradicionalmente usam o gesto dos polegares para cima para pedir carona aos veículos em sentido contrário, embora nesta apresentação o braço é geralmente estendido com a palma da mão e os dedos fechados de frente para o motorista. 
No mergulho, esse gesto é um sinal de mergulho específico dado debaixo d'água, em que o mergulhador indica que ele está prestes a parar o seu mergulho e ascender. Isso às vezes causa confusão em mergulhadores novatos, que podem associar automaticamente o gesto de polegar para cima como um indicativo de aprovação.